# Захват заложников в Бамако
Захват заложников в Бамако́ — нападение вооружённых террористов на отель Radisson 20 ноября 2015 года в столице Мали. Боевики ворвались внутрь здания и взяли в заложники около 170 человек. В ходе нападения погибло 19 человек. В результате спецоперации террористы были уничтожены, а заложники освобождены. Ответственность за нападение взяли на себя сторонники группировки «Аль-Мурабитун», связанной с террористической организацией «Аль-Каида».

## Предыстория
В январе 2013 года Франция начала военную операцию в Мали против повстанцев-туарегов, захвативших часть территории государства и провозгласивших независимое государство Азавад. Целями были заявлены помощь правительству Мали и защита французских граждан. Международная операция была одобрена резолюцией Совета безопасности ООН № 2085 от 20 декабря 2012 года. 8 февраля 2013 года на северо-востоке страны террорист-смертник совершил первый теракт против военнослужащих, положивший начало череде нападений на миротворцев и гражданских сотрудников миссии ООН.

## Ход событий
| Бельгия | 2  |
| Израиль | 1  |
| Китай   | 3  |
| Мали    | 6  |
| Россия  | 6  |
| США     | 1  |
| Сенегал | 1  |
| Итого   | 20 |

Около 7:00 по местному времени к зданию гостиницы Radisson Hotel на машине с дипломатическими номерами подъехали несколько (от двух до пяти) вооружённых боевиков. Ранив на въезде охранника, они ворвались внутрь здания, где взяли в заложники в общей сложности 170 человек (140 гостей и 30 сотрудников отеля). Часть заложников, которые смогли прочитать отрывки из Корана, отпустили.
Вскоре на место происшествия прибыли сотрудники силовых структур Мали, была начата антитеррористическая операция. В 9:00 силовики вошли в здание отеля, а в 10:00 блокировали террористов на четвёртом этаже. Вскоре к малийским силам присоединились около 40 человек из спецназа Франции. Также в штурме приняли участие американские военные и силы Многопрофильной комплексной миссии ООН по стабилизации в Мали.
В ходе операции постепенно были освобождены все заложники (кроме погибших). Пока они покидали гостиницу в составе небольших групп, силовики занимались подготовкой окончательного штурма. В 16:00 террористы были уничтожены, и военные приступили к осмотру здания. В ходе штурма получили ранения пять малийских силовиков. Шесть погибших россиян были членами экипажа авиакомпании «Волга-Днепр», пятеро из них были жителями Ульяновска, один — житель Нижегородской области.
В стране был объявлен десятидневный режим чрезвычайного положения.

## Реакция
Генеральный секретарь ООН Пан Ги Мун осудил теракт и выразил озабоченность тем, что он совершён в тот момент, когда в стране идет процесс мирного урегулирования конфликта и наметился «хороший прогресс» в реализации соглашения между властями и сепаратистами.
Соболезнования народу Мали в связи с произошедшим выразили лидеры и представители ряда государств, в том числе премьер-министр Великобритании Дэвид Кэмерон, президент Российской Федерации Владимир Путин, президент США Барак Обама, министр иностранных дел ФРГ Франк-Вальтер Штайнмайер.
В Ульяновской области, жителями которой было пять погибших россиян, 23 ноября было объявлено днём траура.